# Автоматизація управлінської праці
Автоматиза́ція управлі́нської пра́ці — комплексна перебудова управлінської праці на основі створення автоматизованих систем керування різних рівнів. Для нижчих ланок завдання автоматизації управлінської праці вирішують, створюючи автоматизовані системи керування підприємством або установою, для вищих — системи управління галуззю промисловості або народним господарством (наприклад Загальнодержавна автоматизована система).